# Филимонова, Анна
Анна Филимонова (род. 3 декабря 1981, г. Киев) — украинская журналистка, телеведущая, имиджмейкер, президент конкурса «Мисс Вселенная Украина».

## Биография
Анна Филимонова родилась и выросла в Киеве. Окончила Киевский национальный университет культуры и искусств, факультет кино и телевидения.
С 1999 — ведущая и журналистка на телеканале O-TV.
2003—2006 — редактор журнала «Папарацци», которым владели Валид Арфуш и Омар Арфуш.
С 2006 — пиар-менеджер и далее директор конкурса «Мисс Вселенная Украина», начала сотрудничать с Александрой Николаенко-Раффин.
В 2008 году появилась на обложке журнала Playboy Украина.
В 2012 году была тренером команды моделей в реалити-шоу телеканала ТЕТ «Маша и Модели».
С 2015 года Анна является президентом «Мисс Вселенная Украина» и обладательницей лицензии на проведение национального конкурса «Мисс Вселенная» в Украине.
В 2023 г. попала на обложку журнала INSIDER.

## Личная жизнь
2010 — вышла за бизнесмена Николая Литвиненко.
2013 — родила сына Роберта.